# Шульмейстер, Карл Людвиг
Карл Лю́двиг (Шарль Луи́) Шульме́йстер (1770–1853) — офицер французской армии и тайный агент Наполеона.

## Ранние годы
Родился в семье лютеранского пастора в Эльзасе — пограничном регионе между Францией и Германией — и поэтому одинаково хорошо знал французский и немецкий языки. Впоследствии сам Шульмейстер утверждал, что является потомком знатного венгерского рода (и судя по всему, хорошо говорил по-венгерски), однако подтверждений его аристократического происхождения нет. Получил хорошее по тем временам воспитание и образование, что доказывают рапорты, составленные им впоследствии при исполнении служебных обязанностей. 20 февраля 1792 года женился в Сент-Мари-о-Мин на дочери члена городского совета Унгера (его избраннице было 18 лет), указав в документах должность актуариуса (секретаря) канцелярии княжества Дармштадтского в Корке, селении на правом берегу Рейна, неподалёку от Страсбурга.
С 1792 по 1797 год Шульмейстер числился торговцем скобяными изделиями и бакалеей в своём родном селении, а с 1798 по 1805 год — торговцем колониальными товарами и табаком в Страсбурге. В Эльзасе того времени распространённым явлением была контрабанда, которая была очень прибыльной и которой благоприятствовала география региона (Рейн и многочисленные острова на нём). Шульмейстер проявил себя как ловкий и решительный контрабандист, вербуя помощников для своего нелегального бизнеса. Застигнутый однажды пограничным стражником в ту минуту, когда он причаливал к левому берегу Рейна, Шульмейстер убил его выстрелом из пистолета. По всей видимости, он неоднократно сопровождал в качестве маркитанта действующую на территории Германии армию Моро, где познакомился с Савари, тогда ещё полковником.
По мнению биографа Шульмейстера Фердинанда Диффенбаха, он также служил в тайной (сыскной) полиции. Префект Нижнего Рейна Ше установил секретный надзор за эмигрантами, проживавшими в большом числе на правом берегу Рейна, в Оффенбурге, Эттенхайме, Фрайбурге; вёлся сбор сведений и из более удалённых немецких владений. Среди объектов надзора был герцог Энгиенский.

## Похищение герцога Энгиенского
В 1804 году Савари, уже ставший бригадным генералом и одним из приближённых Наполеона, поручил Шульмейстеру организовать арест герцога Энгиенского. Незадолго до того был раскрыт возглавляемый Кадудалем заговор роялистов, план которого предусматривал физическое устранение первого консула и передачу власти Бурбонам, причём в решающий момент во Францию должен был прибыть из эмиграции кто-то из принцев. Внезапно Наполеону стало известно, что недалеко от французской границы, в Эттенхайме (Баден) находится один из принцев крови, Луи Анри Антуан де Бурбон-Конде, герцог Энгиенский, который с началом революции эмигрировал и сражался в рядах контрреволюционных сил, а после жил на выплачиваемую англичанами пенсию. Арестом герцога Наполеон решил преподать урок всем роялистам, ещё надеявшимся на восстановление свергнутой династии.

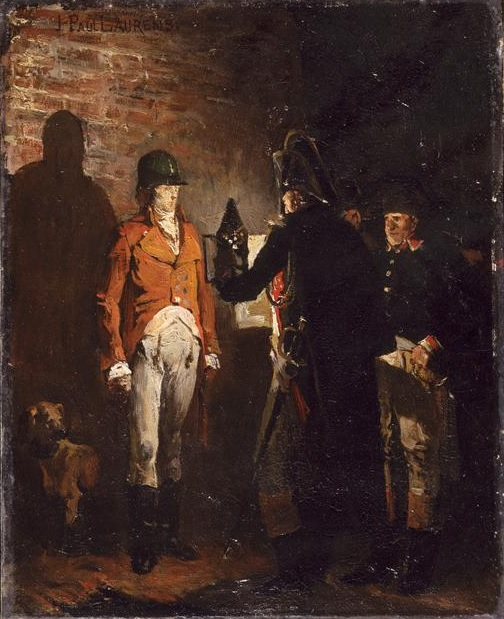
Жан-Поль Лоран. Казнь герцога Энгиенского в Венсенском рву (1873)

Герцог вёл себя неосторожно и часто навещал на французской территории, в Страсбурге, молодую женщину, к которой был сильно привязан. Шульмейстер установил за ним слежку, а его помощники арестовали и увезли в Бельфор возлюбленную герцога, где держали её на вилле близ границы. Герцогу было направлено письмо от её имени, в котором она умоляла вызволить её из заточения. Герцог поспешил на помощь, полагая, что сумеет подкупить тех, кто её арестовал. Но едва он пересёк границу, как был схвачен и увезён в Страсбург, а оттуда в Венсен. Уже через шесть дней после ареста, 20 марта 1804 года герцог был осуждён военным трибуналом, хотя его непричастность к заговору Кадудаля была очевидна. Воспользовавшись первой же возможностью, он отправил письмо своей возлюбленной с объяснением причины, по которой не смог ей помочь, но к тому времени она уже была отпущена на свободу. В ночь на 21 марта 1804 года герцог был расстрелян во рву Венсенского замка. За успешно проведённую операцию Шульмейстер получил от Савари большое вознаграждение.
Пауль Мюллер оспаривает достоверность этого эпизода биографии Шульмейстера, основываясь на следующих предположениях. Одновременно с герцогом Энгиенским был арестован маркиз Тюмери, которого французские агенты приняли за перебежавшего в 1793 году к австрийцам генерала Дюмурье из-за сходства звучания фамилии в немецком произношении. Мюллер полагает, что Шульмейстер, свободно владевший обоими языками, вряд ли допустил бы такую ошибку. Кроме того, согласно документам, в сентябре 1805 года по распоряжению префекта Шульмейстер был выслан из департамента Нижний Рейн, что труднообъяснимо в случае, если префект ранее пользовался его услугами в деле герцога Энгиенского и заговорщиков-роялистов. Согласно альтернативной версии, герцог был арестован в своём доме отрядом французской кавалерии, вторгшимся в ночь с 14 на 15 марта 1804 года на территорию Бадена, и вывезен во Францию.

## Капитуляция армии Мака
Стремясь отвлечь Наполеона от планировавшегося им вторжения на Британские острова, правительство Питта Младшего спешно сформировало очередную антифранцузскую коалицию, основными участниками которой стали Австрия и Россия. Австрийская армия под командованием фельдмаршал-лейтенанта Мака, не дожидаясь соединения с армией Кутузова, вторглась в союзную французам Баварию. Но Наполеону удалось в обстановке максимальной секретности произвести стремительную переброску войск из Булонского лагеря в Южную Германию и перерезать коммуникации австрийцев.
Наполеон всегда стремился изучать и учитывать психологию и образ мыслей своих противников. Военные способности Мака он оценивал скептически. К тому же закоренелый монархист Мак не хотел видеть того, что «корсиканский узурпатор» очень популярен во Франции, и надеялся на действия роялистской «пятой колонны». Этим с успехом воспользовался Шульмейстер. Первым делом он появился в Вене под легендой представителя знатного венгерского рода, изгнанного из Франции Наполеоном, заподозрившим его в шпионаже в пользу Австрии. Мак встретился со мнимым изгнанником, был поражён всем, что тот знал о Франции, и с радостью воспользовался переданными ему ценными сведениями военного и гражданского характера. Шульмейстера он сделал своим протеже, рекомендовал его в привилегированные офицерские клубы Вены, выхлопотал офицерский чин и ввёл в свой штаб. Осенью 1805 года они вместе отбыли в армию, Шульмейстер — в качестве сотрудника австрийской разведки.
В этот период Шульмейстер извещал Наполеона о каждом шаге и замысле австрийцев. Он активно использовал подкуп, для чего получал из Франции крупные суммы. Ему удалось подкупить двух штабных офицеров: капитанов Вендта и Рульского, благодаря чему передаваемая Маку дезинформация подтверждалась из «сторонних» источников. Оптимистически настроенному фельдмаршалу давали понять, что его ожидания о расколе среди французов постепенно оправдываются. Шульмейстер получал «письма» от «недовольных» во французской армии, включавших рассказы «очевидцев» о росте протестных настроений среди военных, о гражданских беспорядках и прочих обстоятельствах, которые, имей они место в действительности, весьма затруднили бы Наполеону ведение кампании. Кроме того, по распоряжению Наполеона печаталась фальшивая версия газеты, номера которой доставляли Шульмейстеру с демонстративными предосторожностями, и в каждом из них содержались статьи, подтверждавшие информацию о тяжёлом положении в стране.

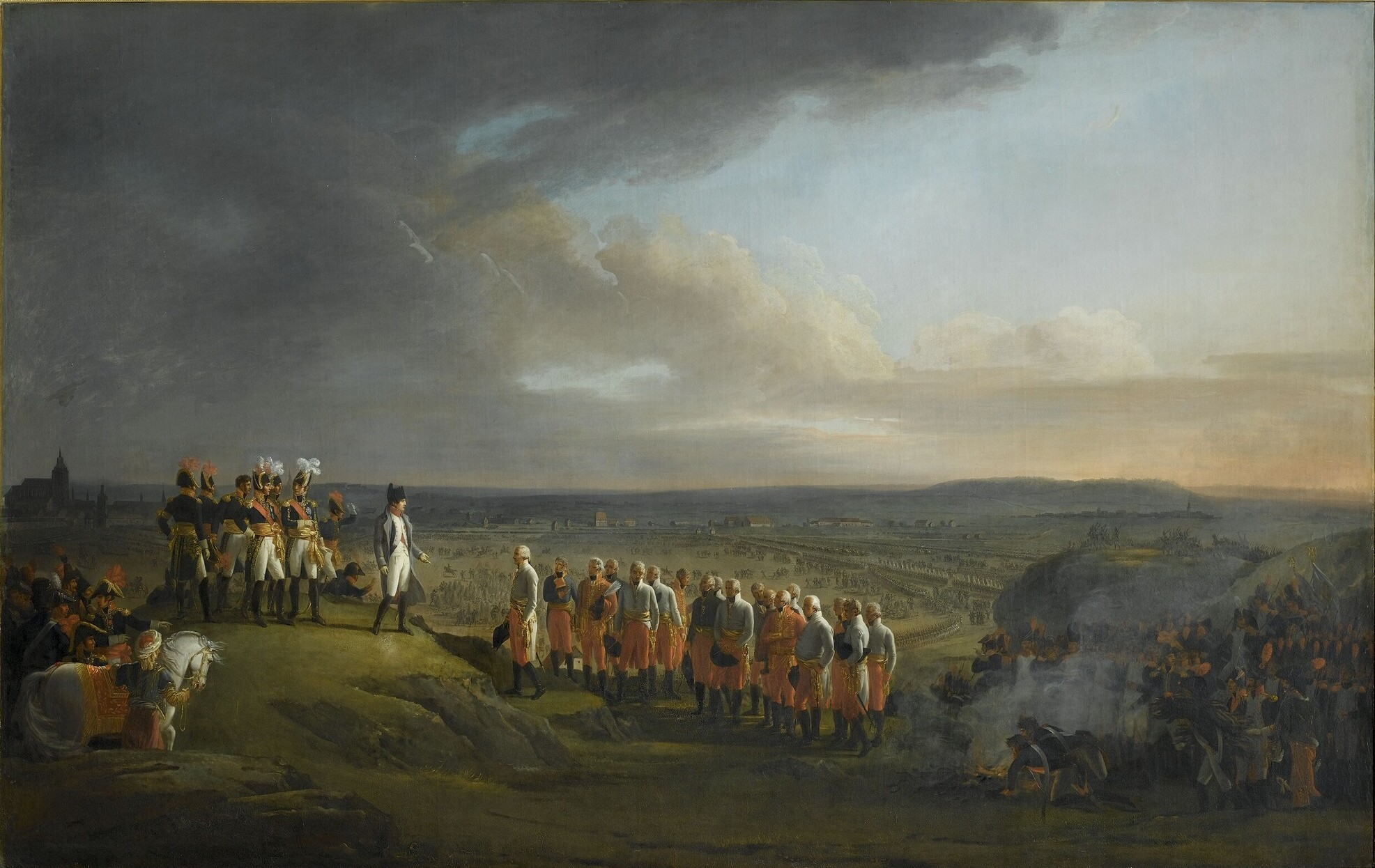
Рене Теодор Бертон. Наполеон принимает капитуляцию австрийской армии генерала Мака в Ульме, 20 октября 1805 года (около 1805—1815)

Поверив тому, что Франция стоит на пути к восстанию, и Наполеону поневоле придётся оттянуть войска к рейнской границе, Мак покинул стратегически важную позицию у Ульма, которую он ранее занял, следуя за отступавшими баварцами. Он рассчитывал преследовать маршала Нея и отступающий французский авангард. Вместо этого он обнаружил Нея во главе всё ещё наступающей армии. Другие французские корпуса обошли Мака с флангов, а вскоре Мюрат, которому Шульмейстер теперь адресовал свои секретные сообщения, замкнул кольцо окружения. 20 октября 1805 года Мак капитулировал. В плен попало около 30 000 австрийских солдат.
Шульмейстер, всё ещё действуя под прикрытием, пробрался через линию фронта, совершил «чудесный побег» и вернулся в Вену. Здесь он продолжал участвовать в военных совещаниях самого высокого уровня и снабжать союзников дезинформацией. Мака считали изменником; впоследствии его лишили чинов и наград и предали военному суду. Лишь в начале ноября 1805 года, за месяц до поражения союзников под Аустерлицем, пошли первые слухи, разоблачающие Шульмейстера, и вскоре он был арестован. Он наверняка был бы осуждён и казнён, но его спасло стремительное наступление Мюрата, 13 ноября занявшего Вену.
Шульмейстер был радушно принят Савари, не имевшим от него вестей с 26 октября и считавшим его погибшим. Он был назначен генеральным комиссаром венской полиции и занимал эту должность около двух месяцев, подчиняясь французскому губернатору Кларку, но по военным вопросам взаимодействуя с Савари. В этот период он продолжал вести разведку австрийской и русской армий, засылая агентов и лично выезжая на рекогносцировки. Сохранились его многочисленные рапорты Савари с описанием передвижений, численности и планов вражеских войск. Наполеон в разговоре со своими офицерами приравнял вклад Шульмейстера в капитуляцию армии Мака к действиям 40-тысячного армейского корпуса.
Французские войска очистили Вену 12 января 1806 года. Шульмейстер вернулся в Эльзас, а затем отправился в Париж. Префект Нижнего Рейна получил письмо, предписывающее отменить постановление о высылке Шульмейстера в связи с его заслугами перед Великой армией. Недолго прожив в Страсбурге, Шульмейстер по неизвестным причинам (цели миссии в архивах не сохранились) вернулся в Австрию. В Вене он был узнан и 31 марта 1806 года арестован вместе со своим агентом, австрийским подданным Рипманом, пробыв в тюрьме не менее четырёх месяцев. Подробности его освобождения (был ли это побег или дипломатическое давление со стороны Франции) также неизвестны; Рипман предположительно был казнён.
По возвращении из Австрии Шульмейстер купил имение под Страсбургом и назвал его Майнау (нем. Meinau, «Мейно» во французском произношении). К 1809 году он выстроил здесь роскошный замок, пригодный для кратковременных остановок императора во время путешествий; к замку примыкал английский парк, украшенный беседками, гротами и статуями, среди которых выделялась огромная статуя Нептуна, установленная на скале посреди большого пруда.

## Прусская кампания
В октябре 1806 года после предъявления Пруссией заведомо невыполнимого ультиматума Франции разразилась очередная война. Наполеону удалось в ходе молниеносной кампании разгромить основные силы прусской армии до подхода союзных им русских войск, после чего разрозненные и деморализованные части пруссаков отступали на север и восток, а крепости зачастую сдавались французским отрядам, уступавшим по численности их гарнизонам. Шульмейстер выполнял разведывательные задачи при французском генеральном штабе, но ему довелось поучаствовать и в боевых действиях.
Сохранился рапорт от 5 ноября 1806 года, в котором Савари излагает начальнику генерального штаба Бертье обстоятельства сдачи в плен отряда прусского генерала Узедома, информацию о местонахождении, составе и планах которого он получил от своего агента «Карла». В мемуарах Савари приводит дополнительные подробности: во главе всего 40 человек Шульмейстер захватил Висмар, лежавший на пути движения Узедома, отбил попытку пруссаков войти город, в результате чего Узедом капитулировал перед меньшим по численности отрядом Савари. Савари не называет по имени возглавившего рейд на Висмар офицера, но из брошюры «Судьба Висмара во время войн с французами» (нем. «Wismars Schicksale während der französischen Kriege»), изданной в Висмаре в 1853 году, известно, что это был именно «капитан Карл», то есть Шульмейстер.
Изложение событий в брошюре даже более комплиментарно для Шульмейстера, чем в мемуарах Савари: с отрядом в 13, а не 40 человек он в 10 часов вечера ворвался в город, где разместились на ночлег пруссаки, внезапно захватил офицеров и, уверив нижних чинов, что Узедом уже сдался, заставил их сложить оружие, а с муниципалитета потребовал контрибуцию; на другой день в город вступил Савари с двумя эскадронами. В военном архиве сохранился документ, согласно которому Узедом и подчинённые ему офицеры в количестве 51 человека обязались не сражаться, пока не будут обменены на пленных французских офицеров, а также приказ начальника штаба Великой армии от 8 ноября 1806 года, в котором объявляется благоволение императора генералу Савари, 1-му гусарскому и 7-му егерскому полкам.
Шульмейстер принимал участие в битве под Фридландом, в котором, находясь недалеко от императора, был ранен картечью в голову; шрам на лбу остался у него на всю жизнь. После занятия французами Кёнигсберга Савари был назначен его губернатором, а Шульмейстер стал при нём 9 июня 1807 года префектом полиции и исполнял обязанности около месяца, снискав расположение горожан.

## Эрфуртский конгресс и война пятой коалиции
С июля 1807 года до конца сентября 1808 года Шульмейстер жил в Майнау, а затем последовал за императором в Эрфурт. Наполеон запланировал в Эрфурте встречу с Александром I с участием многочисленных вассальных монархов Рейнского союза, на которой должны были быть подтверждены условия Тильзитского мира и заключён союзный договор. Шульмейстер по поручению Савари принял руководство местной полицией на время переговоров между императорами. Согласно сохранившимся рапортам, он занимался как охраной общественного порядка и борьбой с преступностью, так и слежкой за подозрительными лицами и предотвращением возможных заговоров.
В начале 1809 года стали очевидны военные приготовления Австрии, стремившейся взять реванш за поражение четырёхлетней давности. Французские войска снова двинулись в Германию, проходя через Эльзас. Савари лично приехал к Шульмейстеру в Страсбург. Наполеон выехал из Парижа с Жозефиной 13 апреля, прибыв в Страсбург 15-го. Императрица оставалась там до 12 июня, туда же к ней приехали королева Вестфальская, королева Голландская и великая герцогиня Баденская. Замок Шульмейстера был уже достроен, и императрица с её гостьями несколько раз ездили к нему. Вскоре Шульмейстер отправился в действующую армию вместе с Савари. На него было возложено руководство жандармерией, наблюдение за мародёрами и отставшими солдатами, то есть военно-полицейская часть, но включая и разведывательные функции; он получил звание генерального комиссара армий. Шульмейстеру снова довелось принимать непосредственное участие в боевых действиях.

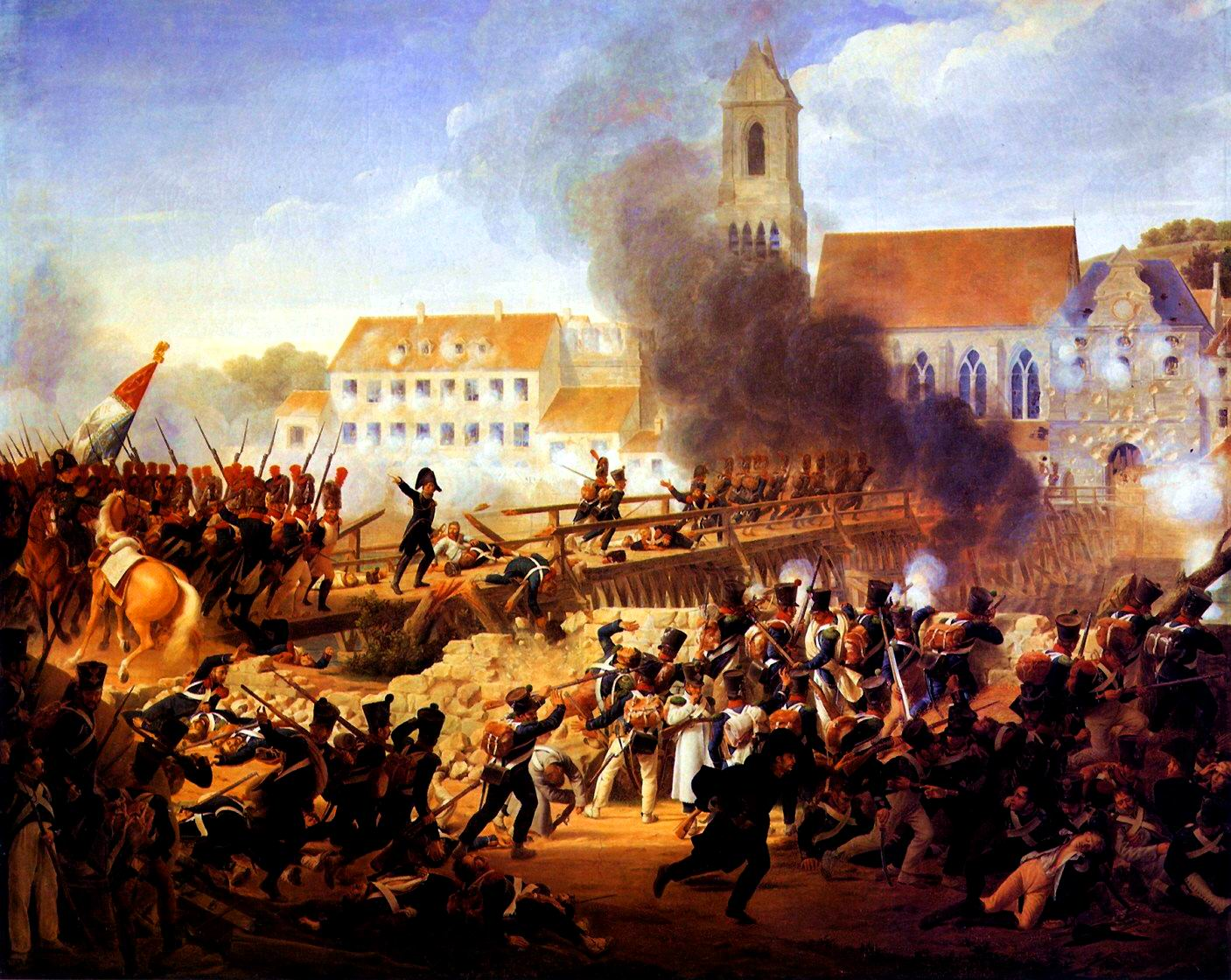
Луи Эрсан. Захват моста в Ландсхуте (1810)

21 апреля французская армия овладела Ландсхутом, который защищал генерал Гиллер. Французы ворвались в город на плечах отступавшего неприятеля и завязали бой за мост через Изар. Австрийцы открыли сильный ружейный огонь и попытались поджечь мост. Шульмейстер с горсткой смельчаков бросился на мост и предотвратил его сожжение, после чего генерал Мутон с одним батальоном 57-го полка овладел австрийской позицией.
После занятия Вены Шульмейстер вторично был назначен на пост полицейского генерального комиссара города и оставался на нём до ухода французской армии. Здесь, так же, как в Кёнигсберге, он исполнял свои обязанности в соответствии с требованиями императора с возможной мягкостью, не притесняя жителей. Одновременно через своих агентов он следил за действиями австрийского командования, сообщая Савари много ценной военно-политической информации.
В 1810 году в карьере Шульмейстера произошёл неожиданный поворот: состоялся австрийский брак Наполеона. Новая императрица, прибыв в Париж, принесла с собой сильное австрийское влияние, и Шульмейстер, которому не забыли интриг в кампанию 1805 года, вынужден был удалиться от дел.

## В отставке
Выйдя в отставку, Шульмейстер проживал то в своём имении Майнау, то в купленном им роскошном замке Пипль (фр. Piple, за полвека до того — резиденции Морица Саксонского) в окрестностях Парижа. Он жил на широкую ногу, задавал празднества, о которых долго помнил Страсбург, и был очень щедр по отношению к бедным. Очень вероятно, что Шульмейстер возобновил занятия контрабандой, которая стала ещё выгоднее в связи с запретом на английские товары, а местные власти, учитывая его связи «наверху», смотрели на его занятия сквозь пальцы.
Австрийцы хорошо помнили о роли Шульмейстера в капитуляции армии Мака. В 1814 году, когда войска союзников наводнили Эльзас, полк австрийской артиллерии специально был послан разрушить его поместье. В июне 1814 года распространились слухи о заговоре с целью восстановления империи и о причастности к нему Шульмейстера. Вскоре последовал приказ о его аресте, но Шульмейстеру удалось скрыться. Его брата, пастора, арестовали и выпустили на свободу только тогда, когда убедились из просмотра переписки и бумаг, что он уже в течение нескольких лет не имел никаких сношений с Карлом.
После возвращения Наполеона Шульмейстер покинул своё убежище и в период Ста дней жил в Париже и его окрестностях. Известно, что он хлопотал о производстве в офицеры своего сына, 20-летнего Карла-Исидора, для чего обращался к Савари. Последний написал 31 марта 1815 года рекомендательное письмо генералу Лефевру-Денуэтту. Генерал сделал представление о назначении Шульмейстера-младшего, приложив к рапорту письмо Савари. Маршал Даву 5 июня вошёл с представлением к императору. Но повеление императора о назначении не последовало: по всей вероятности, этому помешало быстрое развитие событий, приведшее ко вторичному отречению Наполеона.
Третьего дня на 83-м году жизни скончался бывший генеральный комиссар императорской армии г. Карл Шульмейстер. Мы желали бы привести несколько биографических данных об этом обломке императорской эпохи, много и верно послужившем Наполеону I; но нам неизвестно, что он не оставил после себя никаких записок и политических мемуаров. В качестве начальника партизан он совершил самые смелые подвиги, в ряду которых выделяется переправа по мосту у Ландсхута, взятие Висмара с дюжиной гусаров и сдача Ульма, давшая Франции 38 000 пленных, открывшая дорогу на Вену и подготовившая Аустерлицкую победу. Попав в крепость вместе с осаждёнными, отброшенными туда после неудачной атаки, своею смелостью и страхом, внушённым несчастному генералу Маку, Шульмейстер очень много содействовал капитуляции. Он был ранен несколько раз рядом с императором; под Фридландом, по соседству с ним, картечь попала Шульмейстеру в голову и оставила ему на всю жизнь славный шрам на лбу. Несколько сменявшихся поколений наших соотечественников засвидетельствовали, что в минуты удачи он был полезен и услужлив, в минуты неудачи — благороден и скромен.
Слухи о причастности Шульмейстера к восстановлению власти императора были по-прежнему сильны. Вскоре после второй реставрации он был арестован начальником прусской полиции Грунером, когда возвращался в карете из Парижа в Пипль с женой и дочерью. Семья была освобождена, но в поместьях произведён обыск, а сам Шульмейстер отвезён под сильным конвоем в Везель. Тем не менее ему удалось избежать участи многочисленных жертв белого террора: в начале ноября 1815 года Шульмейстр вышел на свободу, для чего ему пришлось заплатить огромный выкуп.
Однако опасность сохранялась, и он решил оправдаться в глазах новой власти и общественного мнения. В 1817 году в Лейпциге вышла в свет анонимная брошюра под названием «Фрагменты из жизни Шарля Шульмейстера фон Майнау, обвиняемого как главный шпион Наполеона» (нем. Bruchstücke aus dem Leben des Charles Shulmeister von Meinau als angeklagter Hauptspion des Napoleon). Автор сообщал читателям, что брошюра составлена со слов прусского чиновника, отвозившего Шульмейстера в 1815 году из Парижа в крепость Везель и проникнувшимся расположением к нему. Очевидно, что она написана если не самим Шульмейстером, то во всяком случае по его личным указаниям. В брошюре приведена масса фактов, но многие из них изложены в совершенно искажённом виде, например, Шульмейстер стремится выставить себя верным агентом Австрии на протяжении всей кампании 1805 года.
В дальнейшем Шульмейстер посвятил себя исключительно управлению своим имуществом и, видимо, отказался от контрабанды как занятия слишком опасного для человека, находящегося под сильным подозрением. Высшее общество теперь избегало общения с ним. Шульмейстер не любил, когда его называли шпионом. Немецкий писатель Йозеф Гёррес, живший в Страсбурге в 1820 году, напечатал статью о нём, где назвал его ремесло подлым. Шульмейстер отправился к нему и дал пощёчину; Гёррес ответил кулачными ударами; драка продолжалась, пока противников не разняли.
Финансовое положение Шульмейстера сильно пошатнулось. При уплате выкупа в 1815 году, поскольку весь его капитал был вложен в недвижимость, ему пришлось взять заём на очень тяжёлых условиях. Будучи деятельным человеком, Шульмейстер не мог примириться с жизнью рантье. Он занялся обработкой своих земель, применял новые методы земледелия, купил отборный скот для поместья Майнау, устроил при замке Пипль пивной и кирпичный заводы, но во всём этом потерпел неудачу. Позже ему не повезло и с сахарным производством. В 1818 году пришлось продать замок Пипль; в это же время он подыскивал, но не нашёл покупателя на Майнау. Шульмейстер поселился окончательно в Страсбурге, ведя жизнь мелкого рантье и мало посещая общество. В период пребывания на посту министра Ипполит Пасси обеспечил его патентом на содержание табачного магазина.
Когда после государственного переворота принц-президент Луи-Наполеон Бонапарт посещал Эльзас, он нанёс визит престарелому Шульмейстеру в его скромной квартире на площади Брольи. Вскоре после этого Шульмейстер умер и был погребён в Страсбурге на кладбище Сен-Юрбен.

## Современники о Шульмейстере
Вот, Ваше величество, человек, составленный сплошь из мозгов, без сердца.
— Савари — Наполеону (1805)

Со мною был человек, обладавший редким присутствием духа и храбростью. Составив отрядец из сорока человек, он со смелостью, близко граничившей с безумием, бросился в Висмар, собрал мекленбургский местный гарнизон, приказал ему закрыть городские ворота и сам расположился там. На рассвете к воротам подошёл авангард генерала Узедома; кучка французов, запершихся в городе, опрокинула его, но благоразумно воздержалась от преследования.
— Савари — Наполеону (1806)

Нынче утром я встретился с французским комиссаром полиции в Вене, человеком редкого бесстрашия, непоколебимого присутствия духа и поразительной проницательности. Мне любопытно было посмотреть на этого человека, о котором я слышал тысячи чудесных рассказов. Он один воздействует на жителей Вены столь же сильно, как иной армейский корпус. Его наружность соответствует репутации. У него сверкающие глаза, пронзительный взор, суровая и решительная физиономия, жесты порывистые, голос сильный и звучный. Он среднего роста, но весьма плотного телосложения; у него полнокровный, холерический темперамент. Он в совершенстве знает австрийские дела и мастерски набрасывает портреты виднейших деятелей Австрии. На лбу у него глубокие шрамы, доказывающие, что он не привык бежать в минуту опасности. К тому же он и благороден: он воспитывает двух усыновлённых им сирот. Я беседовал с ним о «Затворницах» Иффланда и благодарил его за то, что он дал нам возможность насладиться этой пьесой.
— Шарль Луи Каде де Гассикур (1809)

## Киновоплощения
- «Битва при Аустерлице» (1960, режиссёр Абель Ганс) — Морис Тейнак
- «Шульмейстер, шпион императора»[фр.] (сериал, 1971—1974, режиссёр Жан-Пьер Декур[фр.]) — Жак Фаббри[фр.]